# Roman Lipiński
Roman Lipiński (ur. 14 grudnia 1946 w Krakowie) – polski duchowny ewangelicko-reformowany, były członek Prezydium Synodu Kościoła Ewangelicko-Reformowanego w RP, członek Synodu z głosem stanowiącym.

## Życiorys
W latach 1970–1975 był członkiem Ekumenicznego Warszawskiego Komitetu Młodzieży (w ramach Polskiej Rady Ekumenicznej), w latach 1973–1975 członkiem zarządu Sekcji Młodzieży Komisji Wychowania Chrześcijańskiego PRE. W latach 1979–1983 studiował na Wydziale Teologicznym Chrześcijańskiej Akademii Teologicznej w Warszawie (pracę magisterską obronił w 1988). Od 1984 pracował jako świecki kaznodzieja w parafii w Kucowie, od 1986 r. w Łodzi. 17 grudnia 1990 r. został ordynowany w Łodzi przez ks. bp Zdzisława Trandę. W latach 1991–1998 był administratorem, następnie proboszczem Parafii Ewangelicko-Reformowanej w Żychlinie, w latach 1999–2010 pracował w biurze konsystorza Kościoła Ewangelicko-Reformowanego w RP.
W latach 2010–2013 był administratorem (proboszczem) Parafii Ewangelicko-Reformowanej w Zelowie, we wrześniu 2013 przeszedł na emeryturę.
Był przewodniczącym Komisji Rewizyjnej Polskiej Rady Ekumenicznej.
Brał udział między innymi w przygotowaniu ekumenicznego przekładu Biblii jako tłumacz Listu do Kolosan i Listu do Filemona.